# Neobaryssinus capixaba
Neobaryssinus capixaba är en skalbaggsart som beskrevs av Monné och Delfino 1980. Neobaryssinus capixaba ingår i släktet Neobaryssinus och familjen långhorningar. Inga underarter finns listade i Catalogue of Life.